# JAM-ISM ~JAM Project Best Collection III~
JAM-ISM ~JAM Project Best Collection III~ é o quarto álbum do JAM Project e a terceira coletânea. Como é de praxe das suas várias "Best Collections", esta é uma coletânea que contém músicas que o grupo fez para animes, tokusatsu e jogos eletrônicos. Foi lançado em 23 de setembro de 2004 pela Lantis e possui 14 faixas.

## Produção
Apesar de ser uma coletânea, o álbum possui duas faixas até então inéditas.

## Recepção
O CD Journal analisou o álbum e disse que é "um álbum super dinâmico e empolgante, que celebra a essência do hard rock."

## Faixas
| N.º            | Título                                                            | Letras                       | Música           | Arranjo        | Duração |  |
| 1.             | "VICTORY" (de Super Robot Wars MX)                                | Hironobu Kageyama            | Yohgo Kohno      | Y. Kohno       | 5:36    |  |
| 2.             | "Kurenai no Kiba" (de Choujuushin Gravion Zwei)                   | H. Kageyama                  | Y. Kohno         | Kenichi Sudo   | 3:55    |  |
| 3.             | "VOYAGER" (de Panda-Z The Robotination)                           | Geila.Z                      | H. Kageyama      | Y. Kohno       | 4:16    |  |
| 4.             | "Cry for the Earth"                                               | H. Kageyama                  | H. Kageyama      | Y. Kohno       | 4:51    |  |
| 5.             | "DRAGON" (de Shin Getter Robo)                                    | H. Kageyama                  | K. Sudo          | K. Sudo        | 4:15    |  |
| 6.             | "Destination" (de Sunrise World War)                              | H. Kageyama e Rica Matsumoto | H. Kageyama      | K. Sudo        | 4:11    |  |
| 7.             | "Senshi yo Nemure..." (de Mazinkaiser: Shitou! Ankoku Daishougun) | H. Kageyama                  | Yoshiki Fukuyama | Y. Kohno       | 4:55    |  |
| 8.             | "Yakusoku no Chi" (de Super Robot Wars MX)                        | Masami Okui                  | Y. Kohno         | Y. Kohno       | 5:59    |  |
| 9.             | "Majin Kenzan!!" (de Mazinkaiser: Shitou! Ankoku Daishougun)      | H. Kageyama                  | H. Kageyama      | K. Sudo        | 4:43    |  |
| 10.            | "No Serenity" (de Shin Getter Robo)                               | H. Kageyama                  | Y. Kohno         | Y. Kohno       | 5:57    |  |
| 11.            | "The Gate of the Hell" (de Mazinkaiser: Shitou! Ankoku Daishougu) | H. Kageyama                  | Y. Kohno         | Y. Kohno       | 6:02    |  |
| 12.            | "Promise ~Mirai e no Chikai~" (de Sunrise World War)              | H. Kageyama                  | Y. Kohno         | Y. Kohno       | 6:21    |  |
| 13.            | "Enou Gasshin! Sol Gravion!!" (de Choujuushin Gravion Zwei)       | H. Kageyama                  | Y. Kohno         | Y. Kohno       | 4:31    |  |
| 14.            | "Peaceful One"                                                    | M. Okui                      | M. Okui          | K. Sudo        | 5:52    |  |
| Duração total: | Duração total:                                                    | Duração total:               | Duração total:   | Duração total: | 71:24   |  |

## Integrantes
- Hironobu Kageyama

- Masaaki Endoh

- Rica Matsumoto

- Hiroshi Kitadani

- Yoshiki Fukuyama

- Masami Okui

## Créditos
Produção: JAM Project
Produção de som: Kenichi Sudo, Yohgo Kohno
Direção: Kiyoko Matsumura para a Lantis
Gravação e mixagem: Daisuke Nakayama, Haruo Saitoh e Manami Kondoh
Engenharia adicional e assistência: Kazutaka Mori, Hiroaki Satoh, Teppei Maejima, Shinichi Naitoh, Akira Kobayashi, Yuuya Suzuki e Sayuri Taguchi
Gravado e mixado nos estúdios Sound Valley, Landmark Studio, ABS Recording, Green Bird Studio, On Air Azabu, Sound City, Sound Inn
Masterização: Yohichi Aikaw
Masterização no estúdio: Rolling Sound Mastering
Programação de sinterizadores: Yoshichika Kuriyama e Yohgo Kohno
Teclados: Kenichi Sudo, Yohgo Kohno
Guitarra: Yohichi Matsuo, Yoshiki Fukuyama, Yohgo Kohno, Hiroyuki Ohtsuki
Violão: Hironobu Kageyama, Yohgo Kohno, Masayoshi Furukawa
Baixo: Naoya Yamamoto, Yohgo Kohno, Kiyoshi Murakami, Yoshihiro Naruse
Bateria: Soul Toul
Direção de arte e design: Hiroyuki Suzuki
Fotografias: Kazuya Sekiyama
Promoção: Kenichiro Tutumi, Yuka Sakurai, Aya Yamazaki para a Lantis
Produção executiva: Shunji Inoue para a Lantis